# Бестужев, Александр Федосеевич
Александр Федосеевич Бестужев (1761—1810) — русский просветитель-демократ, писатель, отец декабристов Бестужевых.

## Биография
Происходил из дворянского рода Бестужевых. Родился 24 ноября (5 декабря) 1761 года.
Получил военное образование, окончил Греческую гимназию при Артиллерийском и инженерном кадетском корпусе (1779), где и преподавал до 1788 года; 20 июня 1784 года был произведён в подпоручики. В 1789 году во время русско-шведской войны в битве при Сескаре был очень тяжело ранен в голову. Вы́ходили его крепостной слуга Фёдор и девушка-мещанка Прасковья Михайловна, на которой он затем и женился.
Продолжив службу, 13 марта 1789 года он получил чин поручика. Но последствия тяжёлого ранения вынудили его уйти в отставку: 20 ноября 1797 года майор артиллерии А. Ф. Бестужев был «по прошению уволен к статским делам» в чине коллежского асессора.
Бестужев хорошо знал произведения французских просветителей, пропагандировал их вместе с И. П. Пниным на страницах «Санкт-Петербургского журнала», участвовал в работе Вольного общества любителей словесности, науки и художеств.
17 февраля 1800 года А. Ф. Бестужев был назначен бригадиром (правителем) канцелярии Мраморной экспедиции графа А. С. Строганова, затем был конференц-секретарём Академии художеств. Он был разносторонне образован, что позволяло ему исполнять различные административно-хозяйственные должности: от начальника канцелярии до главного управляющего Екатеринбургской гранильной фабрики; он был участником создания (1804) бронзолитейных мастерских в Петербурге и фабрики холодного оружия. С 17 февраля 1802 года он уже статский советник.
Дом Бестужевых был одним из немногочисленных культурных центров Петербурга конца XVIII в., где происходили встречи писателей, художников, композиторов; здесь бывали М. И. Козловский, В. Л. Боровиковский, И. Е. Хандошкин, Н. Я. Озерецковский, А. И. Корсаков.
Защищая идею создания государственной системы образования, обучение и воспитание советовал строить на основе гуманной педагогики, которую разработал Я. А. Коменский. Был противником религиозного воспитания. Свою педагогическую систему он изложил в трактате «О воспитании», который был напечатан в «Санкт-Петербургском журнале» (1798). По признанию сына Михаила, эту систему отец применял при воспитании своих сыновей.
Умер в Санкт-Петербурге 20 марта (1 апреля) 1810 года. Похоронен на Смоленском православном кладбище в Петербурге; на памятнике эпитафия: «Бестужева здесь прах, / Душа на небесах, / Заслуги у царя, / А имя на сердцах.».

## Семья
Жена с 1798 года — нарвская мещанка Прасковья Михайловна Петрова (1775 — 27 октября (8 ноября) 1846). Дети:
- Николай (1791—1855)
- Елена (1792—1874)
- Мария (ок.1794 — 1889)
- Ольга (ок.1794 — 1889)
- Александр (1797—1837)
- Михаил (1800—1871)
- Пётр (1804—1840)
- Павел (1808—1846)